# Ервін Фішер
Ервін Фішер (нім. Erwin Fischer; 14 серпня 1912, Дрезден — 10 грудня 1996, Гамбург) — німецький льотчик-ас розвідувальної авіації, майор люфтваффе (1 травня 1944). Кавалер Лицарського хреста Залізного хреста з дубовим листям.

## Біографія
1 січня 1934 року вступив в поліцію. 1 березня 1935 року перейшов в люфтваффе. Служив технічним офіцером в 1-й ескадрильї 121-ї розвідувальної групи. З 1 квітня 1941 року — командир своєї ескадрильї. З літа 1941 брав участь у боях в Північній Африці. З 16 березня 1943 року — командир 102-ї, з 20 листопада 1944 року — 103-ї розвідувальної групи. В травні 1945 року взятий у полон британськими військами. В серпні 1945 року звільнений.

## Нагороди
- Нагрудний знак пілота
- Медаль «За вислугу років у Вермахті» 4-го класу (4 роки)
- Медаль «У пам'ять 1 жовтня 1938 року»
- Залізний хрест
  - 2-го класу (18 вересня 1939)
  - 1-го класу (23 липня 1940)
- Авіаційна планка розвідника в золоті з підвіскою
- Лицарський хрест Залізного хреста з дубовим листям
  - лицарський хрест (21 квітня 1941)
  - дубове листя (№ 191; 8 лютого 1943)
- Німецький хрест в золоті (26 лютого 1942)